# Johann Georg Neuburg (Mediziner)
Johann Georg Neuburg (* 25. Oktober 1757 in Frankfurt am Main; † 25. Mai 1830 ebenda) war ein deutscher Arzt und Gelehrter.
Neuburg wurde als Simon Neuburg in der Frankfurter Judengasse geboren. Er studierte von 1780 bis 1783 Medizin in Göttingen und erhielt 1783 als dritter jüdischer Arzt in Frankfurt eine Anstellung. 1791 ließ er sich evangelisch taufen und nahm die Vornamen Johann Georg an. 1792 heiratete er Marianne Margaretha Melber (1772–1797), Tochter von Johanna Melber und eine Enkelin Johann Wolfgang Textors und Cousine Johann Wolfgang von Goethes.
1817 gründete er zusammen mit Philipp Jakob Cretzschmar und weiteren Bürgern Frankfurts die Senckenbergische Naturforschende Gesellschaft und wurde bis 1830 deren erster Direktor. Im selben Jahr wurde er auch Mitglied der Alten Heidelberger Burschenschaft. 1824 war er Mitbegründer des Physikalischen Vereins.
Sein 1795 geborener Sohn Johann Georg gehörte über Jahrzehnte zu den führenden Politikern der Freien Stadt Frankfurt. Seine Tochter Johanna war verheiratet mit dem Frankfurter Stadtbaumeister Johann Friedrich Christian Hess.